# Riaska
Riaska (en rus: Ряска) és un poble (una khútor) de l'óblast de Rostov, a Rússia, segons el cens rus del 2010 tenia 64 habitants. Pertany al districte de Proletarsk.